# Yūsuke Minato
Pour les articles homonymes, voir Minato.
Yūsuke Minato (湊 祐介, Minato Yūsuke), né le 15 mars 1985 à Kitaakita, est un athlète du combiné nordique japonais.

## Carrière
Yusuke Minato fait son apparition au niveau international en 2002 à l'occasion des Championnats du monde juniors puis débute en Coupe du monde à Trondheim en novembre de la même année. Il est sélectionné pour son premier Championnat du monde en 2007 à Sapporo où il termine 40e au Gundersen. En 2009, il est médaillé d'or en compagnie de Taihei Kato, Akito Watabe et Norihito Kobayashi lors du concours par équipes. Il participe aux Jeux olympiques en 2010 et 2014 où il finit cinquième par équipes.

## Palmarès

### Jeux olympiques d'hiver
| Épreuve / Édition | Épreuve / Édition | Vancouver 2010 | Sotchi 2014 |
| Gundersen         | PT                | —              | —           |
| Gundersen         | GT                | 26e            | —           |
| Par équipes       | Par équipes       | —              | 5e          |

### Championnats du monde
| Épreuve / Édition | Épreuve / Édition | Sapporo 2007 | Liberec 2009 | Oslo 2011 | Val di Fiemme 2013 |
| Sprint            |                   |              |              |           |                    |
| Gundersen         | Gundersen         | 40e          |              |           |                    |
| Individuel        | K90 + 10 km       |              | 6e           |           |                    |
| Individuel        | K120 + 10 km      |              | 9e           |           |                    |
| Départ en Ligne   | Départ en Ligne   |              | 15e          |           |                    |
| Gundersen         | PT                |              |              | 33e       |                    |
| Gundersen         | GT                |              |              | 28e       |                    |
| Par équipes       | PT                |              |              | 6e        | 4e                 |
| Par équipes       | GT                |              | Or           |           | 5e                 |

### Coupe du monde
- Meilleur classement général : 29e en 2012.
- Meilleur résultat individuel : 11e.

 Dernière mise à jour le 15 mars 2013 

#### Différents classements en Coupe du monde
| Année     | Classement général final |
| 2007-2008 | 40e                      |
| 2008-2009 | 36e                      |
| 2009-2010 | 40e                      |
| 2010-2011 | 42e                      |
| 2011-2012 | 29e                      |
| 2012-2013 | 36e                      |
| 2014-2015 | 65e                      |